# Jubilació impossible
Jubilació impossible (títol original en francès, Joyeuse retraite !) és una pel·lícula de comèdia francesa dirigida per Fabrice Bracq i estrenada el 2019. És una adaptació de la novel·la Poivre et Sel de Guillaume Clicquot (2018). S'ha doblat al valencià per a À Punt; també s'ha subtitulat al català central.